# Station Streupas
Station Streupas is een voormalige spoorweghalte langs spoorlijn 43 in Angleur, een deelgemeente van de stad Luik.
Angleur · Bressoux · Chênée · Colonster · Jolivet · Jupille · Kinkempois · Luik-Carré · Luik-Cornillon · Luik-Guillemins · Luik-Haut-Pré · Luik-Longdoz · Luik-Sint-Lambertus · Luik-Vennes · Luik-Vivegnis · Sclessin · Streupas · Val-Benoît
0,0: Angleur ·
1,2: Streupas ·
2,7: Sauheid ·
4,7: Colonster ·
5,3: Sainval ·
6,9: Tilff ·
10,2: Méry ·
11,6: Hony ·
12,6: Esneux ·
14,2: Souverain-Pré ·
15,2: La Gombe ·
16,3: Poulseur ·
18,0: Chanxhe ·
20,1: Rivage ·
21,0: Comblain-au-Pont ·
23,4: Comblain-la-Tour ·
29,4: Hamoir ·
33,4: Sy ·
37,1: Bomal ·
40,4: Barvaux ·
44,2: Biron ·
49,9: Melreux-Hotton ·
54,0: Marenne ·
58,7: Marche-en-Famenne ·
62,0: Marloie